# Els pecats del pare
"Els pecats del pare" (títol original en anglès "Sins of the Father") és el dissetè episodi de la tercera temporada de la sèrie de televisió de ciència-ficció estatunidenca Star Trek: La nova generació, i el 65è de tota la sèrie, que es va emetre originalment el 19 de març de 1990, en redifusió als Estats Units. Fou dirigit per Les Landau.
Ambientada al segle XXIV, la sèrie segueix les aventures de la tripulació de la nau de la Flota Estel·lar de la Federació Enterprise-D sota el comandament del capità Jean-Luc Picard. En aquest episodi, el cap de seguretat de l'Enterprise i klíngon, tinent Worf, desafia l'acusació de l'Alt Consell Klíngon que el seu pare era un traïdor.
Aquesta és la primera de les quatre aparicions del germà de Worf, Kurn, cadascuna interpretada per l'actor Tony Todd, a la franquícia Star Trek; Kurn va aparèixer per última vegada a la sèrie Star Trek: Deep Space Nine a l'episodi "Sons of Mogh" (emès el 12 de febrer de 1996).

## Argument
Com a part del programa d'intercanvi d'oficials Federació-Klíngon, el comandant klíngon Kurn demana servir a bord de l' Enterprise com a primer oficial. El seu estil de comandament agreuja la tripulació. El tinent Worf s'enfronta a Kurn. qui revela que és el germà petit de Worf: quan Worf va viatjar de petit al planeta Khitomer amb els seus pares, Kurn es va quedar amb Lorgh, un amic del seu pare Mogh; després que els seus pares fossin assassinats en una massacre pels romulans, Kurn va ser criat com el fill de Lorgh. Mogh està sent acusat pòstumament de traïdor per Duras, el fill del rival de Mogh, Ja'rod, per col·lusió amb els romulans a la massacre de Khitomer. Worf demana una excedència per defensar l'honor del seu pare. El capità Picard creu que les accions de Worf com a oficial de la Flota Estel·lar en defensa del seu pare seran d'interès significatiu per a la Federació i dirigeix l' "Enterprise" a la capital klíngon. Kurn s'ofereix per estar amb Worf com a segon; Worf adverteix Kurn que no reveli la seva filiació, perquè no sigui castigat per la suposada deshonra de Mogh.
A l'Alt Consell, Duras revela proves de Mogh enviant els codis de defensa de Khitomer als romulans. Picard ordena a la seva tripulació que examini les proves. K'mpec, el canceller klingon, insta en privat Worf a abandonar el repte. Duras embosca Kurn, conscient de la seva línia de sang, i intenta que traeixi Worf. Kurn, ferit en la lluita posterior, ara no pot donar suport a Worf; Picard pren el seu lloc.
La tripulació de l' Enterprise descobreix que els registres de Khitomer van ser modificats i troben un altre supervivent de la massacre, Kahlest, la infermera de Worf. Picard convenç Kahlest, que sap que Mogh era lleial a l'Imperi Klíngon, perquè l'ajudi. Picard porta Kahlest a declarar, fent un farol que sap qui era el veritable traïdor. K'mpec crida a Worf, Picard, Duras i Kahlest al seu despatx i revela la veritat: el pare de Duras era el traïdor, però exposar-ho portaria a una guerra civil. El Consell va acceptar l'acusació de traïció de Duras creient que Worf no la desafiaria. K'mpec comunica que el Consell condemnarà Worf i Kurn, però Picard afirma que aquesta injustícia podria acabar amb l'aliança Klingon-Federació. Worf accepta una desconsideració, equivalent a admetre la culpabilitat del seu pare; el coneixement del procediment, inclosa la relació de Kurn amb Mogh, no es revelarà. Al consell, els klíngons reunits, inclòs Kurn, donen l'esquena al Worf deshonrat mentre ell i Picard abandonen la sala.

## Repartiment i doblatge al català
La sèrie va ser doblada al català pels estudis Tramontana (primera part) i Soundtrack (segona part) i emesa a TV3 l’any 1991. Els dobladors de l'episodi foren:
| Personatge      | Actor/actriu    | Veu en català   |
| --------------- | --------------- | --------------- |
| Jean-Luc Picard | Patrick Stewart | Joan Crosas     |
| William Riker   | Jonathan Frakes | Antoni Forteza  |
| Data            | Brent Spinner   | Joaquim Sota    |
| Geordi La Forge | LeVar Burton    | Aleix Estadella |
| Worf            | Michael Dorn    | Enric Arquimbau |
| Beverly Crusher | Gates McFadden  | Aurora Garcia   |
| Deanna Troi     | Marina Sirtis   | Victòria Pagès  |
| Wesley Crusher  | Will Wheaton    | Roger Pera      |
| Kurn            | Tony Todd       | Pep Madern      |
| K'mpec          | Charles Cooper  | Manuel Lázaro   |
| Duras           | Patrick Masset  | Eduard Farelo   |
| Kahlest         | Thelma Lee      | Carme Contreras |

## Producció
Aquest episodi té el Gran Saló Klíngon dissenyat per Richard James; el Gran Saló i altres escenografies van guanyar un Premi Primetime Emmy Award a la millor direcció d'art per a una sèrie per aquest episodi. La vista del Gran Saló exterior va ser feta per una pintura matte.

## Recepció
Zack Handlen de The A.V. Club va donar a l'episodi una nota B+.
Keith DeCandido de Tor.com va puntuar l'episodi vuit de deu, considerant-lo com un molt bon episodi. Es tracta d'una història apassionant plena d'intriga política, acció i sacrificis nobles. En retrospectiva, l'episodi sembla encara més fort perquè estableix moltes bases per a més històries klingons a Star Trek: La nova generació i Star Trek: Deep Space Nine. El retrobament de Worf amb el seu germà desaparegut podria haver-se convertit fàcilment en tòpic, però va tenir èxit. DeCandido es va queixar que la trama principal triga massa a començar. També va criticar algunes decisions de direcció com els angles de càmera i la il·luminació qüestionables. Però, considerava aquestes crítiques com a punts menors que gairebé no restaven a la impressió general.
L'episodi va ocupar el setè lloc a la llista d'  Entertainment Weekly dels deu millors episodis de Star Trek: La nova generació. El 2017, Den of Geek va incloure "Els pecats del pare" com un dels seus 25 episodis recomanats de Star Trek: La nova generació. També el 2017, The Daily Dot el va recomanar com un episodi  de Star Trek de temàtica klíngon per preparar-se per a Star Trek: Discovery.
El 2017, Nerdist va classificar "Els pecats del pare" com el novè millor episodi de Star Trek: La nova generació.
El 2019, Screen Rant va classificar "Els pecats del pare" com el segon millor episodi de Star Trek: La nova generació. El 2020, Screen Rant el va tornar a classificar com el segon millor episodi, assenyalant que explora la cultura Klingon, Worf (interpretat per Michael Dorn) i el concepte d'honor i política..
El 2021, Cinema Blend va classificar aquest entre els deu episodis principals de TNG. Observen que aquest episodi ajuda a establir antecedents sobre els klingons, i la seva trama s'aprofita per episodis posteriors.

## Llançaments
L'episodi es va publicar amb la caixa del DVD de la tercera temporada de Star Trek: La nova generació, llançat als Estats Units el 2 de juliol de 2002. Tenia 26 episodis de la temporada 3 en set discos, amb una pista d'àudio Dolby Digital 5.1. Va ser llançat en Blu-ray d'alta definició als Estats Units el 30 d'abril de 2013.
L'episodi és un dels tres escollits per al sampler de Blu-ray "The Next Level" de Paramount. Durant el procés de remasterització d'alta definició (HD) una part de 13 segons de l'episodi va haver de ser convertit a partir d'una font de definició estàndard, ja que no es van poder localitzar els elements originals de 35 mm. Aquest metratge es va localitzar i remasteritzar més tard per a la tercera temporada en Blu-ray.